# Fairchild Swearingen Metro
Die Metro (Typen SA-226 und SA-227; auch Metroliner, militärische Typnummer C-26; IATA-Code SWM) ist ein zweimotoriges Turbopropflugzeug des US-amerikanischen Flugzeugherstellers Swearingen, das von 1969 bis 2001 (ab 1971 von Fairchild) in San Antonio gebaut wurde.

## Geschichte
Die Fairchild Metro wurde, als Reaktion auf den damals entstehenden Regionalflug, in den späten 1960er Jahren von dem US-amerikanischen Flugzeugkonstrukteur Ed Swearingen entwickelt.
Die Metro wurde im Gegensatz zu anderen zeitgenössischen Geschäftsreise- und Zubringerflugzeugen nicht als gestreckte Version einer Vorgängerversion konstruiert, sondern vollständig neu entwickelt. Der direkte Vorgänger der Metro war das ebenfalls zweimotorige Geschäftsreiseflugzeug Swearingen Merlin II, das erstmals im Jahr 1965 flog. Die Merlin war das erste eigenständig von Swearingen entwickelte Flugzeug und vereinigte viele Technologien der damaligen Geschäftsreiseflugzeuge. Im Gegensatz zu vielen Flugzeugtypen dieser Größenordnung wurde die Metro mit einer Druckkabine ausgestattet.

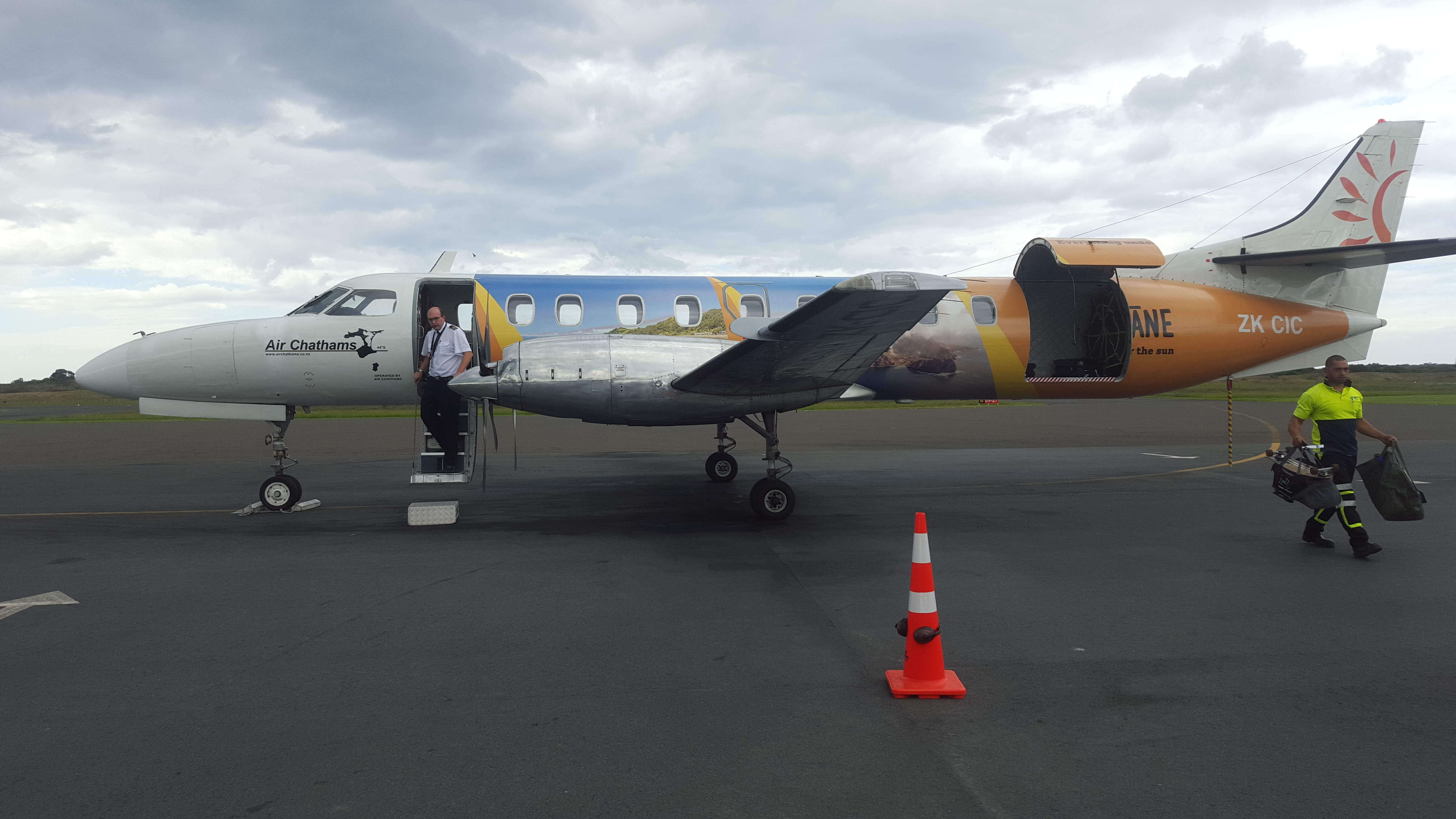
Fairchild Metro der Air Chathams

Die Serienproduktion der von Beginn an erfolgreichen Metro begann im Jahr 1971, im selben Jahr wurde Swearingen von Fairchild übernommen. Die Metro war jenes Flugzeug, mit welchem die meisten erfolgreichen Regionalfluggesellschaften der USA in den 1970er Jahren und 1980er Jahren den Markteinsteig schafften. Unter diesen waren z. B. Skywest Airlines, Air Wisconsin, Horizon Air, Comair und Wings West, die später zur American Eagle Airlines wurde.
Zusätzlich zur Metro begann Fairchild mit der Vermarktung einer Geschäftsreiseversion der Metro, die als Merlin IV bezeichnet wurde. Im Laufe der Jahre wurden 331 Flugzeuge vom Typ Merlin, 117 vom Typ Merlin IV und 605 vom Typ Metro gebaut.
Über die Jahre wurden mehrere verbesserte Versionen der Metro vorgestellt. Im Jahr 1975 stellte Fairchild die Metro II vor, die Metro III folgte im Jahr 1981. Die letzte Metro, die Metro 23, wurde 1991 eingeführt. Die Produktion der Merlin und Metro endete mit der Auslieferung der 1053. Maschine am 28. März 2001.
Obwohl die Metro nicht mehr gebaut wird, waren 2005 noch mehr als 750 Flugzeuge der Typen Metro und Merlin weltweit im Einsatz. Die Betreuung der Betreiber wurde nach der Insolvenz von Fairchild Dornier vom US-amerikanischen Unternehmen M7 Aerospace übernommen.

## Innenausstattung

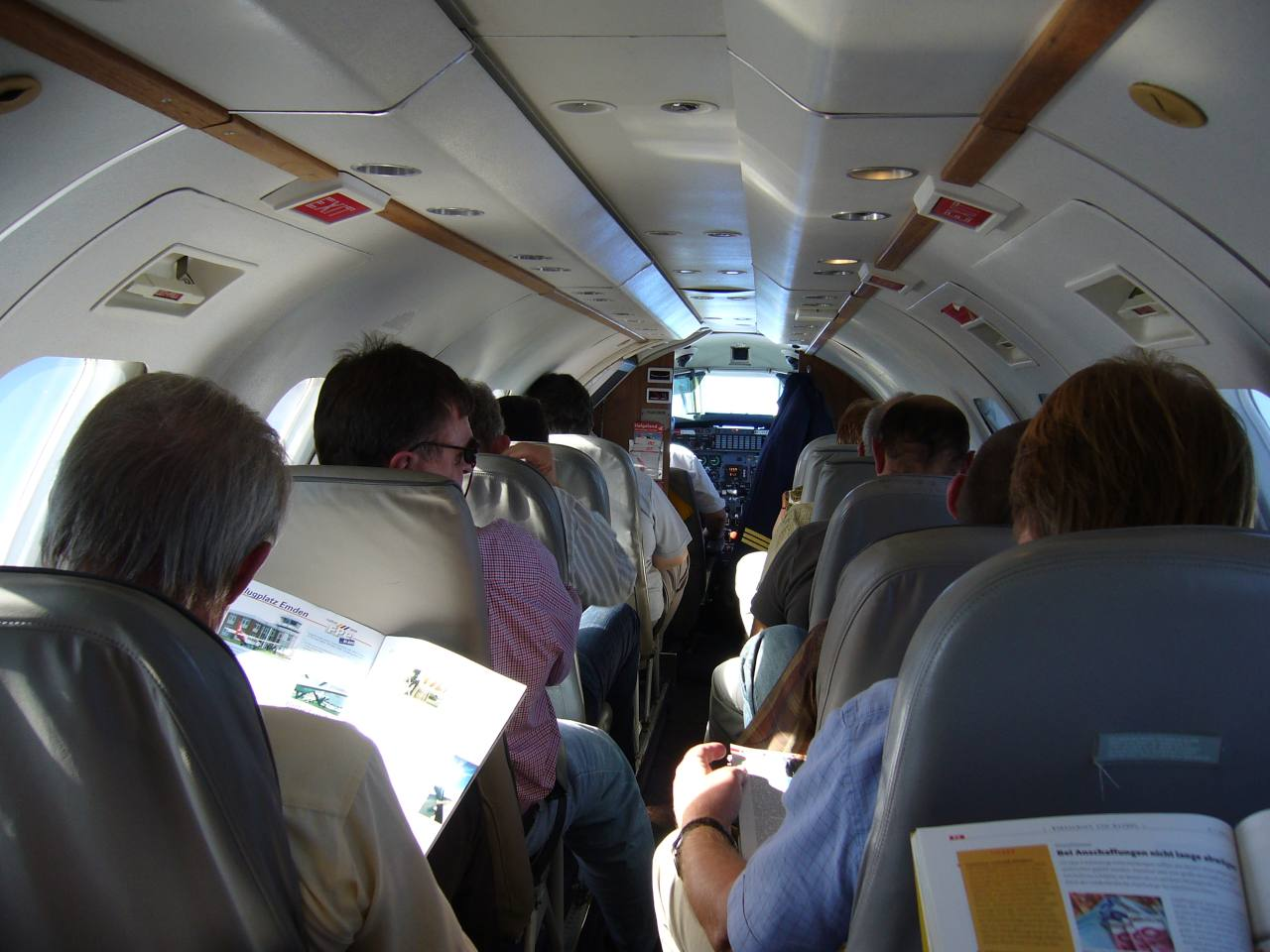
Kabinenansicht

Die Kabine ist in einen Passagier- und Pilotenbereich unterteilt. Das Cockpit wird nur durch zwei seitliche Trennwände abgetrennt, eine Cockpittür existiert nicht. Die Passagiere können daher während des gesamten Fluges den Piloten bei der Arbeit über die Schulter schauen.
Für die Passagiere bietet der Metroliner wenig Komfort. Die innere Kabinenhöhe beträgt 1,45 Meter, nur gebückt kann ein Passagier zu seinem Sitz gelangen. Die maximal 19 Sitze sind in zwei Reihen von Einzelsitzen angeordnet. Sie sind schmal, haben keine Armlehnen und die Rückenlehnen können nicht verstellt werden. Aufgrund der geringen Innenraumhöhe gibt es keine Gepäckfächer und Handgepäck kann auch nicht unter den Sitzen verstaut werden, sondern wird vor dem Cockpit im Rumpf der Maschine untergebracht. Die Maschine besitzt keine Serviceeinrichtungen wie etwa eine Bordküche. Je nach Ausstattungsvariante gibt es im Heck der Maschine nur eine sehr einfache Toilette.
Da die meisten Fluggesellschaften diese Maschinen ohne Flugbegleiter betreiben, gibt es an Bord keinen oder nur einen eingeschränkten Service. Vor Beginn des Fluges wird bei manchen Betreibergesellschaften von einem Piloten ein Lunchpaket mit Snacks und Softdrinks verteilt, Kaffee oder Tee gibt es aus der Thermoskanne. Aufgrund der schlechten Klimaanlage und der starken Lärmentwicklung lagen in den Maschinen der bolivianischen Fluggesellschaft Aerocon Fächer aus Kunststoff und Lärmschutz in Form von Wattebällchen bereit.

## Nutzung

### Zivile Nutzer

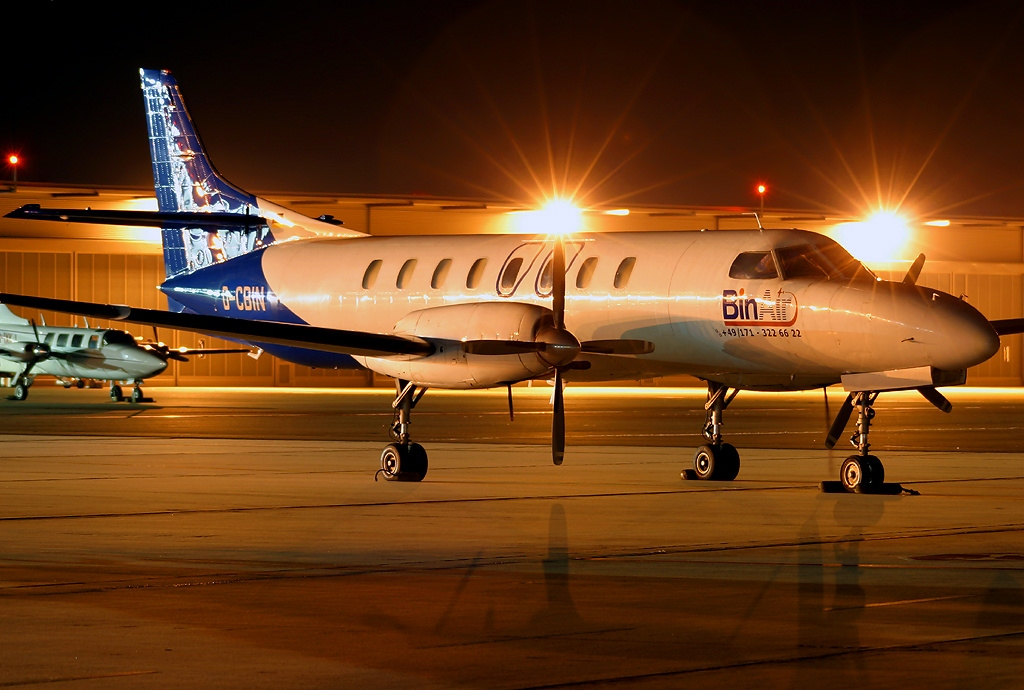
Merlin IVC der Bin Air, 2003

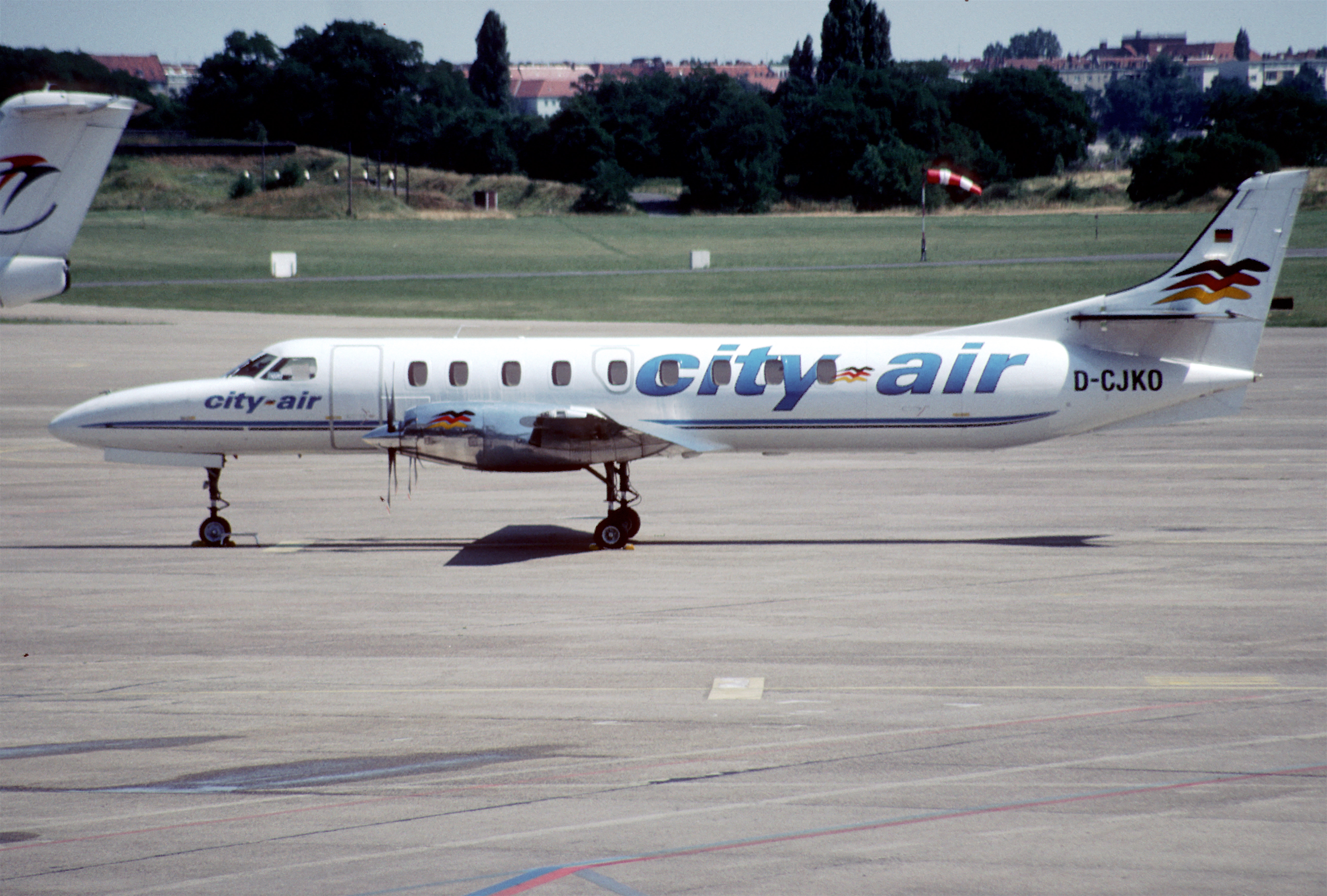
Metro 23 der City-Air, 2002

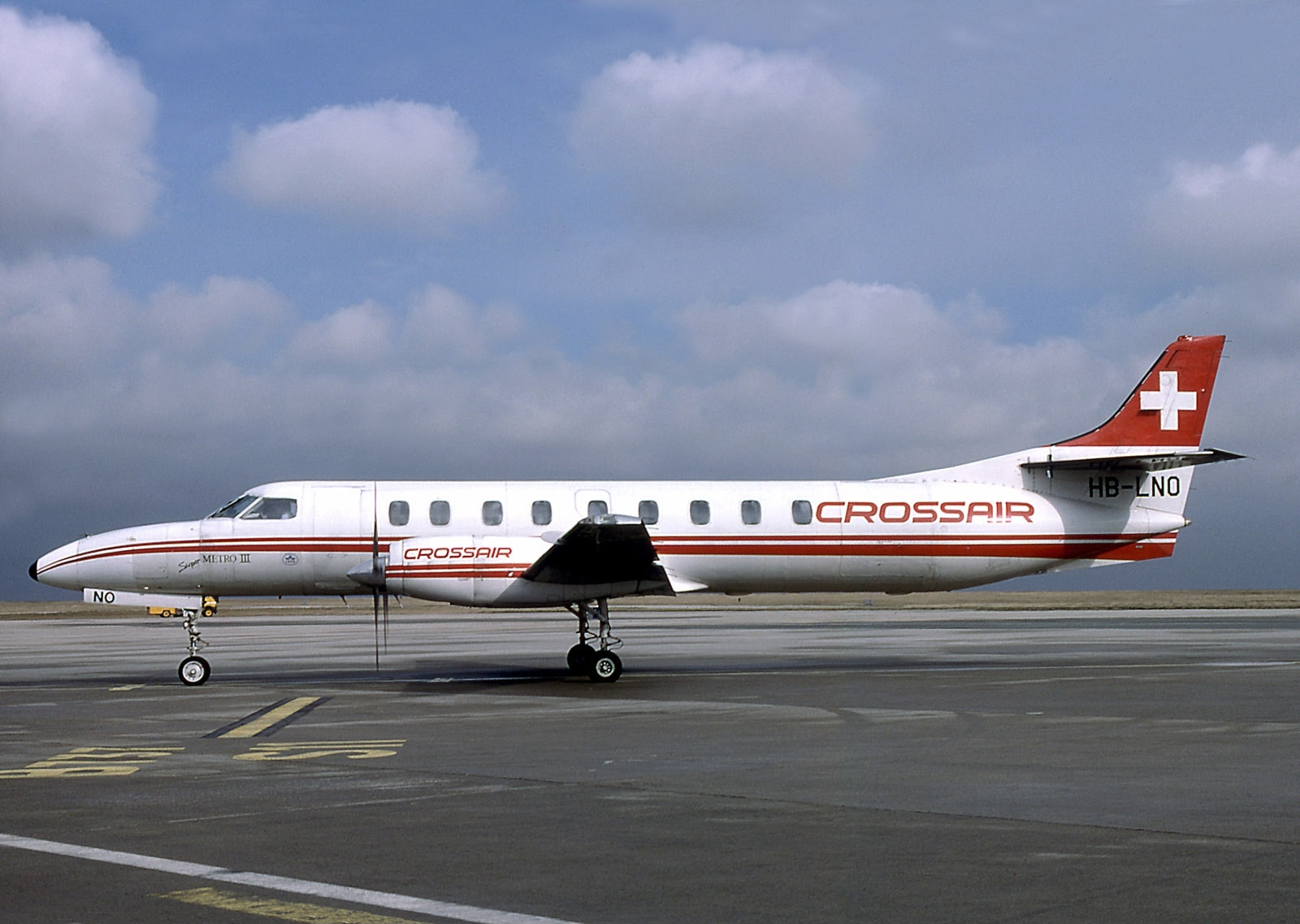
Metro III der Crossair, 1986

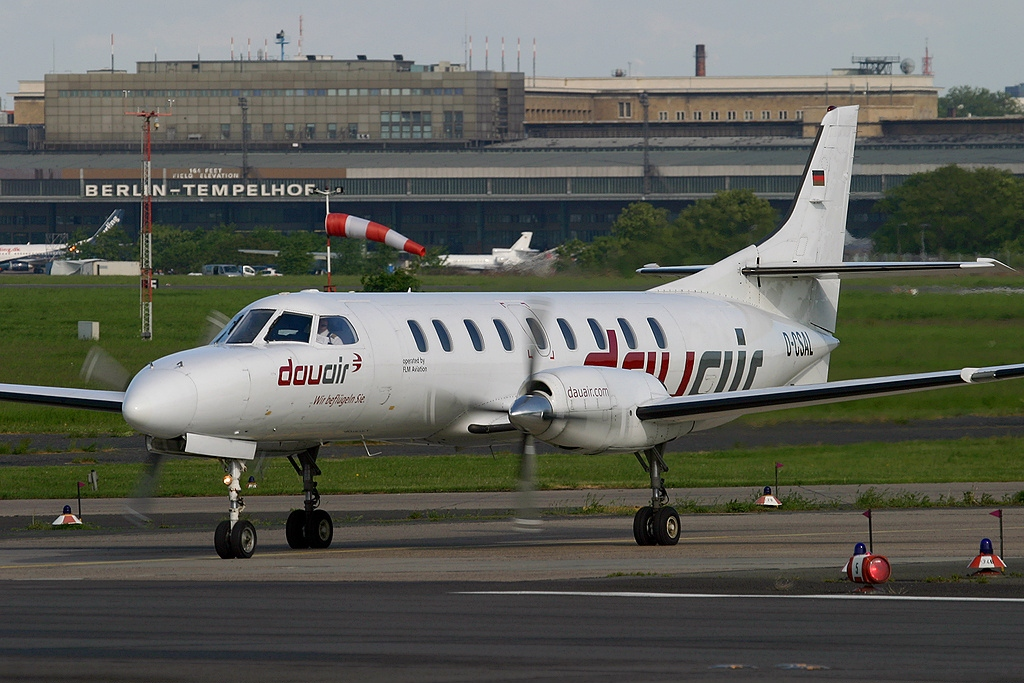
Metro III der Dauair, 2006

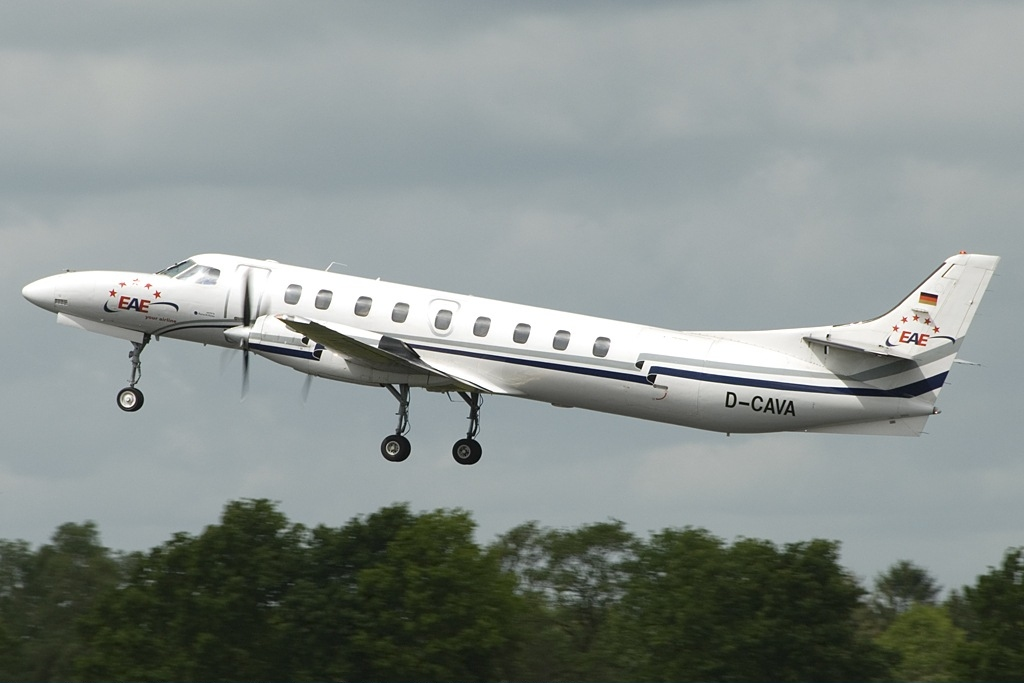
Metro III der European Air Express, 2007

In deutschsprachigen Ländern wurden Fairchild Swearingen Metro und Merlin IV unter anderem genutzt von:
- Abacus Air
- Air Connect
- Austrian Air Services
- Bin Air
- Charter Air (Österreich)
- City-air Germany
- City-Flug
- CPS – Cargo and Passenger Air Services (Schweiz)
- Crossair
- Dauair
- Delta Air
- DLT Deutsche Luftverkehrsgesellschaft
- Deutsche Rettungsflugwacht
- ESS Luftfahrtunternehmen
- Euro City Line
- European Air Express (EAE)
- Eurosky Airlines (Österreich)
- FLM Aviation
- HADAG Air
- Hahn Air
- Holstenflug
- Holiday Express
- HW Air, Hössl & Winkler
- LFU Leonhartsberger Flugunternehmen
- Luftfahrtgesellschaft Walter (LGW)
- Luxair
- Naske Air (Braunschweig Flug)
- Northern Air Charter
- Nürnberger Flugdienst (NFD)
- OLT Ostfriesische Lufttransport
- RAE Regional Air Express
- Ratioflug
- Regio Air (Mecklenburger Flugdienst)
- RFG – Regionalflug
- Roland Air Bremen (ROA)
- Salzburg Airlines
- Saxonia Airlines (SAL)
- TAL Thuringia Airlines
- Volkswagen Airservice
- WDL Aviation

### Militärische Nutzer
- Argentinien
- Australien
- Barbados
- Belgien
- Chile
- El Salvador
- Kolumbien
- Liberia
- Mexiko
- Oman
- Peru
- Schweden
- Seychellen
- Südafrika
- Thailand
  - Royal Thai Air Force
- Trinidad und Tobago
  - Air Wing
- Venezuela

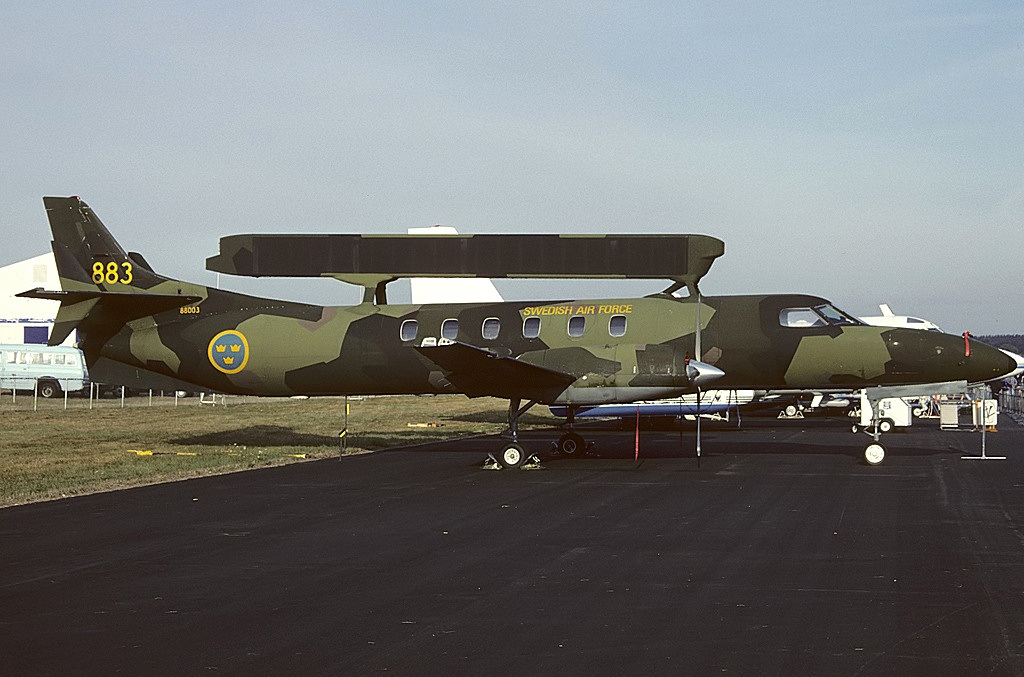
Eine Metro III der schwedischen Luftwaffe, 1990

- Vereinigte Staaten: Die US-amerikanischen Streitkräfte nutzten die Militärversion dieses Flugzeugtyps, als C-26 Metroliner.[4]
  - US Navy
  - US Air Force (Air National Guard)
  - US Army (National Guard)

## Zwischenfälle
Von 1975 bis November 2017 kam es mit den Flugzeugtypen Swearingen Metro und Merlin IV zu 128 Totalschäden. Bei 50 davon kamen 256 Menschen ums Leben. Beispiele:
- Am 7. Dezember 1982 erbrach sich auf einem regionalen Linienfrachtflug der Erste Offizier einer Swearingen SA227-AC Metro III der Pioneer Airlines (Luftfahrzeugkennzeichen N30093) während des Endanfluges auf Pueblo, Colorado. Beim Versuch, seinem Kollegen zu helfen, um ein Ersticken durch Aspiration von Mageninhalt zu verhindern, vergaß der Kapitän, auf die Flughöhe zu achten, woraufhin die Maschine ins Gelände geflogen wurde. Beide Piloten, die einzigen Insassen, kamen dabei ums Leben (siehe auch Flugunfall einer Swearingen Metro der Pioneer Airlines).

- Am 5. Februar 1987 wurde eine aus Dortmund kommende Swearingen Merlin IV der RFG – Regionalflug (D-IEWK) im Anflug auf den Flughafen München-Riem bei schlechtem Wetter deutlich unter die vorgeschriebene Entscheidungshöhe geflogen. Bei dem sehr späten und tiefen Durchstarten kam es zu einer Bauchlandung. Nach etwa 300 m Rutschen kam die Maschine, nachdem das Hauptfahrwerk zusammengebrochen war, in einem schneebedeckten Feld gut 150 m von der Landebahn entfernt zum Stillstand. Alle 16 Insassen überlebten den Totalschaden.[6]

- Am 19. Januar 1988 wurde eine Metro III, die im Namen von Continental Express einen Flug von Flughafen Denver nach Durango durchführte, im Landeanflug bei Bayfield, Colorado kontrolliert in den Boden geflogen. Von 17 Personen an Bord starben 9. Die Flugunfalluntersuchung ergab, dass der Erste Offizier, der am Steuer saß, mit dem anspruchsvollen Anflug überfordert war, während der erfahrenere Kapitän durch Kokainkonsum und Schlafmangel in seiner Flugtauglichkeit stark eingeschränkt gewesen ist (siehe auch Trans-Colorado-Airlines-Flug 2286).

- Am 8. Februar 1988 stürzte eine Metro III des Nürnberger Flugdienstes auf einem Flug von Hannover im Landeanflug auf den Flughafen Düsseldorf infolge eines Blitzeinschlages ca. 2 km nordwestlich von Kettwig ab. Alle 21 Personen an Bord des Metroliners (D-CABB) kamen dabei ums Leben. Dies war bislang (November 2017) der folgenschwerste Unfall einer Metro (siehe auch Nürnberger-Flugdienst-Flug 108).[7]

- Am 18. November 1988 sank eine Metro II der Air Littoral (F-GCPG) kurz nach dem Abheben vom Flugplatz Montluçon Guéret wieder und schlug 600 m hinter der Startbahn auf. Die Maschine fing Feuer; beide Piloten und die zwei Passagiere kamen ums Leben. Vermutlich hatte sich der Stickpusher fehlerhaft aktiviert und die Maschine nach unten gedrückt (siehe auch Air-Littoral-Flug 440).[8]

- Am 10. Februar 1990 kehrte eine Metro II der kanadischen Perimeter Airlines (C-FGEP) aufgrund mehrerer Warnanzeigen zum Flughafen Winnipeg zurück. Ein Triebwerk wurde abgestellt. Beim Ausfahren des Fahrwerks fiel ein größerer Teil des linken Hauptfahrwerks zu Boden. Daraufhin kam es beim Aufsetzen zur Bruchlandung mit Totalschaden. Alle elf Passagiere und die beiden Piloten überlebten.[9]

- Am 1. Februar 1991 gab eine Fluglotsin auf dem Flughafen Los Angeles International nachts den Piloten einer Boeing 737-300 der USAir (N388US) die Landefreigabe, wobei sie aufgrund der Sicht vom Tower eine Metro III der Skywest Airlines (N683AV), welcher in der Mitte der Startbahn wartete, nicht sehen konnte. Die beiden Flugzeuge kollidierten. Dabei kamen alle 12 Insassen der Metro sowie 22 Personen an Bord der Boeing ums Leben. Als Unfallursache erwies sich neben der ungenügenden Beleuchtung der Metro in erster Linie menschliches Versagen der zuständigen Fluglotsin (siehe USAir-Flug 1493).[10][11]

- Am 5. November 1993 wurde eine Mitarbeiterin des Bodenpersonals auf dem Newark International Airport getötet, als sie in die laufenden Propellerblätter einer Regionalmaschine des Typs Fairchild SA-227C Metro III der Northwest Airlink lief, die gerade für einen Abflug nach Boston abgefertigt wurde (siehe auch Northwest-Airlink-Flug 3724).

- Am 1. Mai 1995 kollidierte eine Metro 23 der Bearskin Airlines (C-GYYB) auf dem Flug von Red Lake (Ontario) nach Sioux Lookout im Landeanflug mit einer Piper PA-31-350 Navajo Chieftain (C-GYPZ) der Air Sandy, die gerade in Gegenrichtung gestartet war. Alle drei Insassen der Metro und die fünf der Navajo wurden getötet (siehe auch Flugzeugkollision bei Sioux Lookout).[12]

- Am 18. Juni 1998 stürzte eine Metro II der Propair (C-GQAL) auf dem Flug von Montréal nach Peterborough ab, wobei alle 11 Insassen ums Leben kamen. Ursache war ein Überhitzen der Fahrwerksbremse beim Start, das zur Brandentwicklung an Bord mit anschließendem Strukturversagen und Kontrollverlust geführt hatte (siehe auch Propair-Flug 420)

- Am 28. Juli 1998 verunglückte ein Frachtflugzeug des Typs Fairchild Swearingen Metro III der Swiftair (EC-FXD) mit zwei Besatzungsmitgliedern auf einem Übungsflug im Anflug auf den Flughafen Barcelona-El Prat. Die beiden Besatzungsmitglieder kamen dabei ums Leben (siehe auch Swiftair-Flug 704).[13]

- Am 10. Oktober 2001 stürzte eine Merlin IV der spanischen Fluggesellschaft Flightline (EC-GDV) auf einem Charterflug von Barcelona nach Oran in Algerien infolge eines Blitzeinschlages ca. 18,5 km nordwestlich der Columbretes ins Mittelmeer. Alle zehn Personen an Bord der Maschine kamen dabei ums Leben (siehe auch Flightline-Flug 101).

- Am 5. Mai 2004 stürzte beim Flugunfall einer Swearingen Metro der Aerotransporte Petrolero eine auf dem Flughafen Bogotá gestartete Swearingen Metro III (HK-4275X) im Anflug auf den Flughafen Carepa knapp 100 Meter vor Erreichen der Landebahn ab, wobei alle 7 Insassen – fünf Passagiere und die beiden Piloten – ums Leben kamen. Der Unfall ereignete sich, nachdem die Piloten nach einem Triebwerksausfall im Endanflug die Sicherheitsflughöhe unterschritten hatten und Warnungen des Ground Proximity Warning System ignorierten. Schließlich kam es zu einem Strömungsabriss.[14]

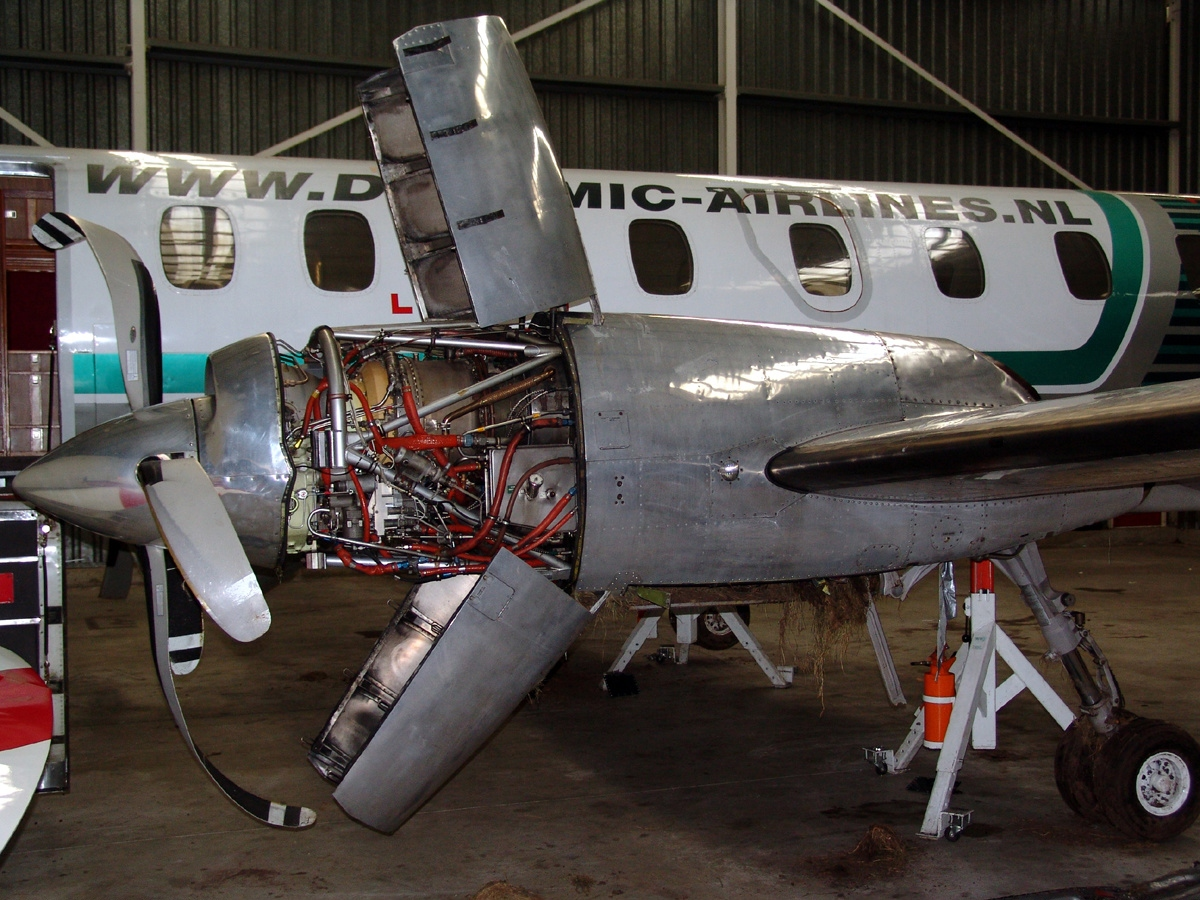
Die Metroliner der Dynamic Airlines nach einem Landeunfall mit geknicktem Fahrwerk

- Am 30. März 2005 kollidierte eine Fairchild Swearingen SA-227-AC Metro III der US-amerikanischen IBC Airways (N811BC) bei der Landung auf dem Dade-Collier Training and Transition Airport mit einem von mehreren Hirschen, die die Landebahn kreuzten. Der Hirsch prallte dabei zunächst gegen das Bugfahrwerk und wurde dann gegen den linken Propeller des Flugzeugs geschleudert. Dieser brach ab und durchschlug den Flugzeugrumpf. Der Hirsch kam ums Leben, die beiden Flugzeuginsassen blieben unverletzt. Das Flugzeug wurde irreparabel beschädigt.[15][16]

- Am 10. Februar 2011 verunglückte eine Metro III (EC-ITP) der britischen Manx2, betrieben durch die spanische Flightline, bei der Landung auf den Flughafen Cork. Von den 12 Insassen starben 6, darunter die beiden Piloten, die anderen 6 wurden teils schwer verletzt. Das Flugzeug wurde zerstört (siehe auch Manx2-Flug 7100).[17]

- Am 22. Dezember 2012 flog eine Metro III mit dem Luftfahrzeugkennzeichen C-GFWX der kanadischen Perimeter Aviation bei einem missglückten Durchstartmanöver am Flughafen Sanikiluaq ins Gelände. Von den neun Insassen kam ein nicht angeschnalltes Kleinkind ums Leben, drei weitere Passagiere wurden schwer verletzt.[18]

- Am 10. November 2013 verunglückte eine Metro III der Bearskin Airlines (C-FFZN) von Sioux Lookout nach Red Lake (Ontario) beim Landeanflug. Ein Triebwerksausfall gekoppelt mit einer Fehlfunktion der Propellerverstellung führte zum Kontrollverlust in niedriger Höhe. Das Unglück forderte fünf Tote; zwei Passagiere überlebten.[19][20]

- Am 2. Dezember 2013 brach eine auf einem Frachtflug befindliche Swearingen SA227-AC Metro III der IBC Airways (N831BC) bei La Alianza, Arecibo, Puerto Rico in der Luft auseinander, nachdem die Piloten im Sinkflug bei Nacht die Höhenruder allzu abrupt betätigt hatten. Beide Piloten kamen bei dem Unfall ums Leben (siehe auch IBC-Airways-Flug 405).

- Am 13. April 2015 stürzte eine Frachtmaschine des Typs Metro II der Carson Air (C-GSKC) ca. 7 Minuten nach dem Start vom Flughafen Vancouver 11 Kilometer nördlich davon ab. Beide Piloten kamen ums Leben. Es bleibt unklar, warum das Flugzeug in einen Sturzflug mit einer Sinkrate von bis zu 30.000 ft/min geriet und dabei auseinanderbrach, da keine funktionierenden Flugdatenschreiber an Bord waren. Laut Unfallbericht ist es jedoch nahezu sicher, dass die Blutalkoholkonzentration des 34-jährigen Kapitäns von 2,5 Promille und sein exzessiver Alkoholismus eine entscheidende Rolle spielten (siehe auch Carson-Air-Flug 66).[21][22]

- Am 24. Oktober 2016 stürzte eine Fairchild SA-227AT Expediter (N577MX) um 7:20 Uhr (Ortszeit) kurz nach dem Start auf dem Flughafen von Malta ab. Alle fünf Insassen der Maschine starben. Die Maschine war im Auftrag des französischen Zolls zur Kontrolle der Menschenschmugglerroute von der libyschen Küste nach Europa eingesetzt. Die Maschine war in den USA registriert und an eine Firma in Luxemburg verleast. Alle Opfer waren französische Staatsbürger (siehe auch CAE-Aviation-Flug 77).[23][24]

- Am 5. Dezember 2016 stürzte eine Frachtmaschine vom Typ SA227-AC Metro III der Key Lime Air (N765FA) bei Camilla, Georgia ab, wobei der an Bord befindliche Pilot getötet wurde. Der Pilot war trotz der Warnungen des Fluglotsen, der ihm eine alternative Flugroute vorgeschlagen hatte, in eine Gewitterzone eingeflogen, woraufhin es zum Kontrollverlust kam. Dabei wurden die strukturellen Belastungsgrenzen der Maschine überschritten, die daraufhin auseinanderbrach und zu Boden stürzte (siehe auch Key-Lime-Air-Flug 308).
- Am 12. März 2021 kollidierte eine Metro II der Key Lime Air (N280KL) mit einer Cirrus SR22 beim Landeanflug auf Piste 17L vom Flughafen Centennial. Das andere Flugzeug befand sich ebenfalls im Landeanflug auf die parallele Piste 17R. Beide Flugzeuge erlitten einen Totalschaden, es gab jedoch keine Verletzten. Der Pilot der Metro II konnte das Flugzeug trotz erheblichem Schaden am Rumpf landen. Die beiden Insassen der Cirrus SR22 überlebten durch Einsatz des CAPS (Cirrus Aircraft Parachute System).

## Technische Daten
| Kenngröße             | SA226-TC Metro II                                            | SA227-AC Metro III                                                           | SA227-PC Metro III                | SA227-BC Metro III                                       | SA227-CC Metro 23    | SA227-DC Metro 23                                        |
| --------------------- | ------------------------------------------------------------ | ---------------------------------------------------------------------------- | --------------------------------- | -------------------------------------------------------- | -------------------- | -------------------------------------------------------- |
| Besatzung             | 1 bis 2                                                      | 1 bis 2                                                                      | 1 bis 2                           | 1 bis 2                                                  | 1 bis 2              | 1 bis 2                                                  |
| Passagiere            | max. 19                                                      | max. 19                                                                      | max. 19                           | max. 19                                                  | max. 19              | max. 19                                                  |
| Länge                 | 18,09 m                                                      | 18,09 m                                                                      | 18,09 m                           | 18,09 m                                                  | 18,09 m              | 18,09 m                                                  |
| Spannweite            | 14,10 m                                                      | 14,10 m                                                                      | 14,10 m                           | 14,10 m                                                  | 14,10 m              | 14,10 m                                                  |
| Höhe                  | 5,08 m                                                       | 5,08 m                                                                       | 5,08 m                            | 5,08 m                                                   | 5,08 m               | 5,08 m                                                   |
| Flügelfläche          | 25,78 m²                                                     | 25,78 m²                                                                     | 25,78 m²                          | 25,78 m²                                                 | 25,78 m²             | 25,78 m²                                                 |
| Flügelstreckung       | 7,7                                                          | 7,7                                                                          | 7,7                               | 7,7                                                      | 7,7                  | 7,7                                                      |
| Nutzlast              |                                                              |                                                                              |                                   |                                                          |                      |                                                          |
| Leermasse             | 3380 kg                                                      |                                                                              | 4300 kg                           | 4300 kg                                                  | 4300 kg              | 4300 kg                                                  |
| max. Startmasse       | 5700–6350 kg                                                 | 5715–7031 kg                                                                 | 6577 kg                           | 6577–7257 kg                                             | 7484 kg (16.500 lbs) | 7484 kg (16.500 lbs)                                     |
| max. Landemasse       | 5700–6350 kg                                                 | 5443–7031 kg                                                                 | 6350 kg                           | 6350–7031 kg                                             | 7110 kg (15.675 lbs) | 7110 kg (15.675 lbs)                                     |
| Steigleistung         |                                                              |                                                                              |                                   |                                                          |                      |                                                          |
| Triebwerke            | 2 Garrett TPE331-3U-303G, -304G, TPE331-3UW-303G- oder -304G | 2 Garrett TPE331-llU-601G or -611G oder 2 Garrett TPE331-llU-602G oder -612G | 2 Pratt & Whitney Canada PT6A-45R | 2 Garrett TPE331-12UA-701G, -12UAR-701G oder -12UHR-701G | 2 TPE331-11U-612G    | 2 Garrett TPE331-12UA-701G, -12UAR-701G oder -12UHR-701G |
| Dauerleistung         | 2 × 626 kW                                                   | 2 × 746 kW                                                                   | 2 × 676 kW                        | 2 × 746 kW                                               | 2 × 746 kW           | 2 × 746 kW                                               |
| Höchstgeschwindigkeit | 459 km/h (248 kts)                                           | 459 km/h (248 kts)                                                           | 459 km/h (248 kts)                | 459 km/h (248 kts)                                       | 459 km/h (248 kts)   | 459 km/h (248 kts)                                       |
| Dienstgipfelhöhe      | 9449 m                                                       | 9449 m                                                                       | 7620 m                            | 9449 m                                                   | 7620 m               | 7620 m                                                   |
| Reichweite            |                                                              |                                                                              |                                   |                                                          |                      |                                                          |